# Optimates và populares
Optimates (tiếng Latinh nghĩa là "những kẻ giỏi nhất", sg optimas) và populares (tiếng Latinh nghĩa là "những kẻ ủng hộ nhân dân", sg popularis) là những cái mác chính trị được gán cho các chính khách, nhóm chính khách, truyền thống, chiến lược, hoặc ý thức hệ vào cuối thời kỳ Cộng hòa La Mã. Phái optimates thường được coi là những người ủng hộ quyền lực của viện nguyên lão, là những chính khách hoạt động bên trong viện nguyên lão, hay là những đối thủ của populares. Trong khi đó, phái populares tập trung hoạt động trước các hội đồng lập pháp nhân dân, thường chống lại viện nguyên lão, và sử dụng "dân chúng, thay vì viện nguyên lão, như một phương tiện [để đạt được lợi ích]".

### Sách
- Brunt, P. A. (1988). The fall of the Roman Republic and related essays. Oxford: Clarendon Press. ISBN 0-19-814849-6. OCLC 16466585.
- Crawford, Michael Hewson (1974). Roman Republican Coinage (bằng tiếng Anh). Cambridge University Press. ISBN 978-0-521-07492-6.
- Flower, Harriet (2010). Roman republics. Princeton University Press. ISBN 978-0-691-14043-8. LCCN 2009004551.
- Gruen, Erich S. (1974). The Last Generation of the Roman Republic (bằng tiếng Anh). University of California Press. ISBN 978-0-520-02238-6.
- Millar, Fergus (2002) [1998]. The Crowd in Rome in the Late Republic (bằng tiếng Anh). University of Michigan Press. ISBN 978-0-472-08878-2.
- Morstein-Marx, Robert (2004). Mass oratory and political power in the late Roman republic. Cambridge University Press. ISBN 978-0-521-82327-2.
- Mouritsen, Henrik (2017). Politics in the Roman Republic. Cambridge University Press. ISBN 978-1-107-03188-3. OCLC 1120499560.
- Robb, M. A. (2010). Beyond Populares and Optimates: Political Language in the Late Republic (bằng tiếng Anh). Steiner. ISBN 978-3-515-09643-0.
- Syme, Ronald (1939). The Roman revolution (bằng tiếng English). Oxford: The Clarendon Press. OCLC 830891947.{{Chú thích sách}}:  Quản lý CS1: ngôn ngữ không rõ (liên kết)
- Wiseman, T. P. (ngày 25 tháng 12 năm 2008). "Roman History and the Ideological Vacuum". Remembering the Roman People: Essays on Late-Republican Politics and Literature (bằng tiếng Anh). Oxford University Press. ISBN 978-0-19-156750-6.

### Bài luận
- Mackie, Nicola (1992). "'Popularis' ideology and popular politics at Rome in the first century BC". Rheinisches Museum für Philologie. Quyển 135 số 1. tr. 49–73. ISSN 0035-449X. JSTOR 41233843.
- Yakobson, Alexander (2010). "Traditional political culture and the peoples' role in the Roman republic". Historia: Zeitschrift für Alte Geschichte. Quyển 59 số 3. tr. 282–302. doi:10.25162/historia-2010-0017. ISSN 0018-2311. JSTOR 25758311. S2CID 160215553.
- Yakobson, Alexander (ngày 7 tháng 3 năm 2016). "optimates, populares". Oxford Research Encyclopedia of Classics (bằng tiếng Anh). doi:10.1093/acrefore/9780199381135.013.4578. ISBN 978-0-19-938113-5. Truy cập ngày 26 tháng 4 năm 2021.